# Алеш Мацею
Алеш Мацею (чеськ. Aleš Matějů, нар. 3 червня 1996, Пржибрам) — чеський футболіст, правий захисник італійського клубу «Палермо» та національної збірної Чехії.

## Клубна кар'єра
Народився 3 червня 1996 року в місті Пржибрам. Вихованець юнацьких команд місцевого однойменного клубу, також стажувався в академії нідерландського ПСВ.
У дорослому футболі дебютував 2014 року виступами за головну команду «Пршибрама», у якій протягом сезону взяв участь у 15 матчах чемпіонату. 
Привернув увагу представників тренерського штабу «Вікторії» (Пльзень) і приєднався до неї влітку 2015 року. У новій команді юний захисник став гравцем ротації. У сезоні 2015/16 брав участь у 16 іграх національної першості поспіль, допомігши своїй команді стати її переможцем.
4 серпня 2017 року уклав трирічний контракт з англійським «Брайтон енд Гоув», який сплатив за трансфер чеха 2,5 мільйони євро. В англії здебільшого грав за молодіжний склад, за головну команду «Брайтона» виходив на поле лише у двої іграх на Кубок Футбольної ліги.
Сезон 2018/19 провів в оренді в італійській «Брешії», де був основним правим захисником команди, яка зуміла виграти Серію B і підвищитися у класі до елітного італійського дивізіону. Після цього італійський клуб викупив контракт чеського оборонця.

## Виступи за збірні
2011 року дебютував у складі юнацької збірної Чехії (U-16), загалом на юнацькому рівні за команди різних вікових категорій взяв участь у 44 іграх, відзначившись 2 забитими голами.
Протягом 2015–2018 років залучався до складу молодіжної збірної Чехії. На молодіжному рівні зіграв у 17 офіційних матчах, забив 1 гол.
У жовтні 2020 року дебютував в офіційних матчах у складі національної збірної Чехії. До кінця року став учасником ще трьох ігор національної команди, а наступного року був включений до її заявки на фінальну частину чемпіонату Європи 2020.
| Дата       | Місто     | Господарі  | Результат  | Гості      | Турнір                               | Голи | Примітки  |
| ---------- | --------- | ---------- | ---------- | ---------- | ------------------------------------ | ---- | --------- |
| 7-10-2020  | Ларнака   | Кіпр       | 1 – 2      | Чехія      | товариський матч                     | -    | 62'       |
| 11-11-2020 | Берлін    | Німеччина  | 1 – 0      | Чехія      | товариський матч                     | -    | 69'       |
| 15-11-2020 | Пльзень   | Чехія      | 1 – 0      | Ізраїль    | Ліга націй УЄФА 2020-2021 - 1-й етап | -    |           |
| 18-11-2020 | Пльзень   | Чехія      | 2 – 0      | Словаччина | Ліга націй УЄФА 2020-2021 - 1-й етап | -    |           |
| 2-9-2021   | Острава   | Чехія      | 1 – 0      | Білорусь   | Відбір до ЧС 2022                    | -    |           |
| 5-9-2021   | Брюссель  | Бельгія    | 3 – 0      | Чехія      | Відбір до ЧС 2022                    | -    |           |
| 8-9-2021   | Пльзень   | Чехія      | 1 – 1      | Україна    | товариський матч                     | -    | 46'       |
| 8-10-2021  | Прага     | Чехія      | 2 – 2      | Уельс      | Відбір до ЧС 2022                    | -    |           |
| 11-10-2021 | Казань    | Білорусь   | 0 – 2      | Чехія      | Відбір до ЧС 2022                    | -    |           |
| 11-11-2021 | Оломоуць  | Чехія      | 7 – 0      | Кувейт     | товариський матч                     | -    | 46'       |
| 24-3-2022  | Стокгольм | Швеція     | 1 – 0 д.ч. | Чехія      | Відбір до ЧС 2022                    | -    | 76' 90+3' |
| 2-6-2022   | Прага     | Чехія      | 2 – 1      | Швейцарія  | Ліга націй УЄФА 2022-2023 - 1-й етап | -    | 87'       |
| 5-6-2022   | Прага     | Чехія      | 2 – 2      | Іспанія    | Ліга націй УЄФА 2022-2023 - 1-й етап | -    |           |
| 9-6-2022   | Лісабон   | Португалія | 2 – 0      | Чехія      | Ліга націй УЄФА 2022-2023 - 1-й етап | -    | 35' 80'   |
| 19-11-2022 | Газіантеп | Туреччина  | 2 – 1      | Чехія      | товариський матч                     | -    | 90+1'     |
| Усього     |           | Матчів     | 15         |            | Голів                                | 0    |           |

## Титули і досягнення
- Чемпіон Чехії (1):

«Вікторія» (Пльзень): 2015-2016